# 최광호 (바둑 기사)
최광호(崔光戶, 1991년 6월 17일 ~ )는 대한민국의 바둑 기사이다.

## 약력
이세돌 도장에서 백홍석 사범에서 바둑을 배웠다. 덕영배에서 우승하고 전국체전에서 금메달을 땄다. 국무총리배 세계아마바둑선수권 한국대표로 출전하는 등 아마추어 대회에서 높은 성적을 기록했지만 27세의 늦은 나이로 2018년 제141회 일반입단대회를 통해 입단했다. 2018년 2단을 거쳐 2019년 3단으로 승단했다. 2020년 미래의 별 신예최강전 결승에서 김창훈에게 패배하여 준우승에 머물렀다. 2021년 5단으로 승단했다.